# Hamburg-Iserbrook
Hamburg-Iserbrook is een stadsdeel van Hamburg-Altona, een district van de Duitse stad Hamburg.

## Naam
De naam is afgeleid van de Nederduitse woorden Iser (ijzer) en Bruch of Brook (broek of meers).
Hier werd immers op geringe diepte in de meersen oerijzer gewonnen.

## Geschiedenis
Iserbrook en het naburige Dockenhuden werden in 1919 een deel van Blankenese. In 1927 fusioneerde Blankenese met Altona om zo de grootstad Altona te vormen. In 1938 ging Altona zelf op in Hamburg.
In 1951 werd Iserbrook weer losgemaakt van Blankenese en werd een stadsdeel van Hamburg. Aan het begin van de twintigste eeuw telde Iserbrook zo'n 1000 inwoners, 100 jaar later zijn er dat meer dan 10.000.

## Andere
In Iserbrook bevindt zich de Reichspresident-Ebert-kazerne van de Bundeswehr, met onder andere het 'Landeskommando Hamburg' in het voormalige ziekenhuis.
Iserbrook heeft een station op de S-Bahn lijn S1, meer bepaald het deeltraject Blankenese-Wedel.